# VRRP
VRRP(Virtual Router Redundancy Protocol, 가상 라우터 다중화 프로토콜, 가상 라우터 이중화 프로토콜)는 사용 가능한 인터넷 프로토콜(IP) 라우터를 참여 호스트에 자동으로 할당하는 컴퓨터 네트워킹 프로토콜이다. 이는 IP 서브넷에서 자동 기본 게이트웨이 선택을 통해 라우팅 경로의 가용성과 안정성을 향상시킨다.
이 프로토콜은 가상 라우터를 생성하여 이를 구현한다. 가상 라우터는 여러 라우터, 즉 기본/활성 라우터와 보조/대기 라우터를 하나의 그룹으로 추상화하여 표현한다. 가상 라우터는 물리적 라우터 대신 참여 호스트의 기본 게이트웨이 역할을 하도록 할당된다. 가상 라우터를 대신하여 패킷을 라우팅하는 물리적 라우터에 장애가 발생하면 다른 물리적 라우터가 자동으로 선택되어 해당 라우터를 대체한다. 특정 시점에 패킷을 전달하는 물리적 라우터를 기본/활성 라우터라고 한다.
VRRP는 라우터의 상태에 대한 정보를 제공하며, 해당 라우터에서 처리하고 교환하는 경로 정보는 제공하지 않는다. 각 VRRP 인스턴스는 단일 서브넷으로 범위가 제한된다. 해당 서브넷을 벗어나는 IP 경로를 광고하거나 라우팅 테이블에 어떤 영향도 미치지 않는다. VRRP는 IPv4(인터넷 프로토콜 버전 4)와 IPv6를 사용하는 이더넷, MPLS 및 토큰링 네트워크에서 사용할 수 있다.